# Langmann & Partner Powerteam
Das Langmann & Partner Powerteam war eine Gemeinschaft bestehend aus rund 30 Sportlern aus den Bereichen Radsport und Laufen in der Steiermark.
Die Gründung erfolgte 2010 durch Alfred Langmann – dem Eigentümer der „Langmann & Partner Finanzdienstleistungs GmbH“, welcher auch Namensgeber ist. Er fungiert seitdem auch als Teamsponsor. Teamkoordinator ist der Extremsportler Eduard Fuchs.
Obwohl sich einige Mitglieder dem Breitensport verschrieben hatten, fanden sich Mitglieder regelmäßig auf Podestplätzen wieder. Große mediale Verbreitung erlangte das Team durch die Siege beim „Race Around Austria“ 2010, 2011 und 2012 sowie durch alljährliche Scheckübergaben an karitative Kampagnen wie der Aktion „Licht ins Dunkel“, wo am Ende einer Saison die jeweiligen Platzierungen nach einem Schlüssel gegengerechnet und ein Scheck über mehrere tausend Euro durch den Teamsponsor und einem Mitglied des Team übergeben wird.
Zu den erfolgreichsten Mitgliedern zählten:
- Thomas Stindl (Sieg bei der Ultraradmarathon-Weltmeisterschaft) sowie
- Eduard Fuchs (dreimaliger Sieger des Race Around Austria)

Zu den rund 20 fixen Mitgliedern starteten regelmäßig namhafte Athleten für das Team, darunter auch Veronika Windisch, Vize-Europameisterin und mehrfache Staatsmeisterin im Shorttrack.
Vor der Gründung und nach Auflösen des Teams starteten einzelne Athleten für Langmann. Darunter auch der Profi-Triathlet Dietmar Melmer (Triathlon-Weltmeister in der Klasse 45).
Derzeit werden einzelne Sportler unter dem Namen „Langmann & Partner Powerteam“ gesponsert.